# Loasa sclareifolia
Loasa sclareifolia là một loài thực vật có hoa trong họ Loasaceae. Loài này được Juss. mô tả khoa học đầu tiên năm 1804.